# 伊倉慎之介
伊倉 慎之介（いくら しんのすけ、1991年4月5日 - ）は、日本の元俳優。埼玉県出身。
クレヨンに所属していた。
実妹に女優で歌手の伊倉愛美がいる。

## 出演

### テレビドラマ
- 刑事 蛇に横切られる（1995年7月1日、NHK総合）
- 世にも奇妙な物語「私に似た人」（1997年3月31日、フジテレビ）- 日向聡 役
- 花王 愛の劇場 新・天までとどけ（1999年12月、TBS）達也 役
- 平成夫婦茶碗外伝「成田家の人々」（2000年11月1日、日本テレビ）
- さわやか3組（2001年4月11日 - 2002年3月22日、NHK教育）岩館健太郎 役

### バラエティ
- フューチャービーンズ〜みらい豆（2004年10月3日 - 2005年4月3日、毎日放送）

### 映画
- カナリア（1997年）徹 役
- 記憶の音楽Gb（2002年6月22日）
- HINOKIO（2005年7月9日）
- 本当にあった怖い話 怨霊 「鼓膜移植」（2004年3月27日）

### CM
- NTTドコモ東海「エリア拡大編2」（1998年）
- カネボウ「旅の宿」（1998年）
- 住友林業（1999年 - 2001年）
- 佐鳴予備校（2004年）
- ソニー サイバーショット（2005年）
- 学研 図鑑「地球」（2005年）
- 練成会（2007年）

### CD
- SOPHIA「理由なきNew Days」（2003年1月1日）

### その他
- 須磨学園高等学校 入学案内（2006年）

| スタブアイコン | サブスタブ | この項目は、まだ閲覧者の調べものの参照としては役立たない、俳優（男優・女優）に関連した書きかけの項目です。この項目を加筆・訂正などしてくださる協力者を求めています（P:映画/PJ芸能人）。 |